# Komárom-Esztergom
Komárom-Esztergom é um condado (megye em húngaro) da Hungria. Sua capital é a cidade de Tatabánya.